# 三好幹夫
三好 幹夫（みよし みきお、1950年10月23日 - ）は、日本の裁判官・弁護士。最高裁判所調査官や、東京高等裁判所部総括判事、上智大学大学院教授、内閣人事局退職手当審査会会長、法務省司法試験考査委員等を歴任した。

## 人物・経歴
鳥取県出身。鳥取県立米子東高等学校を経て、1973年名古屋大学法学部卒業。1976年名古屋大学大学院法学研究科修士課程修了、法学修士。司法修習を経て、1978年東京地方裁判所判事補任官。1981年から1982年まで判事補在外特別研究員としてロンドン大学キングス・カレッジ・ロンドンや王立裁判所に留学。
広島地方裁判所判事補を経て、1984年裁判官弾劾裁判所事務局課長兼参議院法制局参事。1986年東京地方裁判所判事補。1989年大阪地方裁判所判事。東京地方裁判所判事を経て、1995年最高裁判所調査官。1999年大阪地方裁判所部総括判事。2002年最高裁判所司法研修所教官。2005年東京地方裁判所部総括判事。
東京地方裁判所所長代行、法務省司法試験考査委員、法務省法制審議会臨時委員、法務省法制審議会刑事法（公訴時効関係）部会委員、裁判員制度の運用等に関する有識者懇談会オブザーバー等を経て、2011年前橋地方裁判所長、上毛新聞社オピニオン21委員、法務省裁判員制度に関する検討会委員、法務省前橋保護司選考会委員。
2012年東京高等裁判所部総括判事。2013年東京弁護士会綱紀委員会外部委員。2015年退官、内閣官房内閣人事局退職手当審査会会長。東京弁護士会に弁護士登録し、シグマ麹町法律事務所入所。上智大学大学院法学研究科法曹養成専攻教授（刑事法実務家教員）、法務省司法試験考査委員等も務めた。
2022年、瑞宝重光章受章。

## 裁判
- 日歯連事件[9]